# 慈善组织
慈善组织或稱公益组织，是指以慈善服務為目的組織或機構，通常為非營利組織。慈善組織的法律定義因國家和某些地區的國家而異。任何人士捐款給當地地區或國家法定認可的慈善组织，可以獲得有關的扣稅優惠。

## 中國大陸
- 中华慈善总会是一個成立於1994年的慈善機構。在中華人民共和國民政部備案註冊，目前在中國大陸擁有260多個會員單位。

## 香港
在《香港法例》第112章《稅務條例》第88條的規定，任何慈善團體均可以獲得豁免繳稅，包括物業稅，條件是該慈善團體由於經營的任何行業或業務所得的利潤，若果是純粹用作慈善用途，及其中大部分所得並非使用到非香港的外地，該等利潤便可以獲豁免課稅。該組織稱為慈善團體。
在香港一些活躍的慈善團體包括：香港童軍總會、香港明愛、基督教勵行會、香港精神康復者聯盟、香港展能藝術會、特教平權、龍耳、東華三院、保良局、香港基督教服務處等。

## 台灣
中華民國《公益勸募條例》
第二條定義「公益」為「不特定多數人的利益」。而「非營利團體」則為「非以營利為目的，從事……公益事業，依法立案之民間團體。」
另外第八條規定勸募團體辦理勸募活動所得財物，以下列用途為限：
1. 社會福利事業。
2. 教育文化事業。
3. 社會慈善事業。
4. 援外或國際人道救援。
5. 其他經主管機關認定之事業。

### 非營利組織數量與類型
根據內政部公益資訊平台所示，2019年全台累計登記(含已解散)之非營利組織超過9萬個，其中社會團體占比最大(64%)，寺廟團體(12%)、社區發展協會(10%)次之。而社會團體中前三名團體分別為社會服務及慈善團體(超過1.8萬)、學術文化團體(超過1.1萬)、經濟業務團體 (超過7千)。
另根據台灣公益資訊中心所分類的18種公益團體類型，以數量來看，前三名依序為綜合性服務(40%)、身心障礙福利(23%)、兒童青少年福利(10%)。

## 新加坡
- 新加坡善堂救濟總會，又稱藍十字總會（Blue Cross Charitable Institution，Singapore），是一個新加坡華人創辦的慈善組織，成立于20世纪40年代。该总会及其属下各善堂,对救济灾难、扶助贫困等慈善公益事业,竭力以赴,为国家和社会做出贡献。
- 新加坡同德善堂念心社，新加坡华人慈善组织，於1950年成立。其前身为守愚堂和念心社,后合并成立該社。其宗旨是:救济灾难,扶助贫困,协助贫困,协助慈善公益事业。1958年成立中医中药赠医施乐部。

## 美國
按照美国联邦税法，符合条件的民间非营利组织可以登记成为“慈善组织”，这样，该组织的收入就免缴联邦所得税，而民众捐给该组织的金钱，也可以从个人所得税中抵免。联邦税法界定的“慈善组织”(Charitable Organization)分成两大类，一种被称为“公共慈善”(public charities)，另一种被称为“私人基金会”(private foundations)。享受税收优惠的慈善组织，依法不得从事助选等政治活动。

### 公共慈善
“公共慈善”类组织从政府、公司、私人基金会和民众个人那里募集经费或收取费用，从事公益事业。教会、医院、学校和很多民间机构属于这类组织。这些慈善公益组织活跃于不同领域，比如扶贫、人道救援、少数族裔权益、妇女儿童问题、卫生健康福利、人权、环境保护、动物福利，等等。它们既可以处理美国国内问题，也可以关心国际事务。美国人有结社自由，各地大大小小的慈善组织不计其数。大家在美国新闻中常听到的这类慈善组织包括美国红十字会、救世军、人权观察，等等。美国的教会一般也都登记成为公共慈善组织。

### 私人基金会
“私人基金会”一般是单一经费来源，比如某个家族或公司拿出一笔基金，它们向其它的公益组织和事业拨款，自己并不直接参与具体活动。美国一些大公司、富人或名门望族出巨资成立的某些基金会，比如“洛克菲勒基金会”、“福特基金会”和“比尔与梅琳达.盖茨基金会”，等等，都属于这一类。

## 澳大利亞
- 澳大利亞華人獅子會，是一個澳大利亞華人慈善組織，該組織于1995年4月在悉尼成立。其宗旨是：募集善款，为身处困境的人士提供服务和帮助。成立后，首项任务是为当地一所儿童医院筹资，在医院内兴建一座中国花园。首任会长梁柏源。

## 相關
- 善會
- 非營利組織

## 外部連結
香港
- WiseGiving 惠施網
- 稅務條例第 88 條獲豁免繳稅的慈善機構及慈善信託的名單 （页面存档备份，存于）

中国大陆
- NGO发展交流网

臺灣
- 台灣公益團體自律聯盟 （页面存档备份，存于）